# Brian Lumley
Brian Lumley (Condado de Durham, 2 de diciembre de 1937-2 de enero de 2024) fue un escritor británico del género de terror. 

## Vida
Se unió a la armada británica y escribió historias cortas en su tiempo libre antes de retirarse de la milicia en 1980 para convertirse en un escritor profesional a tiempo completo.
Añadió una serie de historias a los mitos de Cthulhu de H. P. Lovecraft, siendo las más notables aquellas que tienen como personaje principal a Titus Crow. Trabajos posteriores incluyen a Necroscopio; que produjo una serie de novelas que incluyen la Trilogía del mundo vampirico, Necroscopio: Los años perdidos y la trilogía E-Branch. También existe una antología de relatos cortos titulada Harry Keogh y otros héroes extraños.
Aunque se retiró del ejército en diciembre de 1980, los primeros trabajos de Lumley —las historias cortas, y las dos antologías— habían sido publicados muchos años antes por el entonces decano de editores macabros, August Derleth, en la editorial Arkham House en Wisconsin, Estados Unidos. De este modo, Lumley había sido reconocido como un maestro de los Mitos de Cthulhu, subgénero inspirado por la ficción de H. P. Lovecraft. No fue sino hasta 1986 que el Reino Unido vio la primera publicación de Brian, la novela de terror Necroscopio, "el hombre que habla con los muertos".
Otros libros de Brian Lumley son: La casa de las puertas y su secuela El laberinto de mundos, Demogorgon, seis novelas en la serie de Titus Crow, cuatro de la serie Sueños, la trilogía Psychomech, varias novelas más fuera de las series y alrededor de 100 relatos, entre los que destaca “The Fruiting Bodies”, uno de los ganadores del premio British Fantasy Award en 1989 y que se convirtió en el principal título de la editorial TOR Books. 
Un año más tarde, en 1990, los lectores de Fear Magazine lo votaron mejor autor del género por su libro La fuente del mal, por el que recibió el premio correspondiente. Recientemente, TOR Books ha lanzado The Brian Lumley Companion.
Brian ha visitado o ha vivido en los Estados Unidos, Francia, Italia, Chipre, Alemania, y Malta, sin mencionar por lo menos una docena de islas griegas. Sus aficiones incluyen la pesca con lanza y la cacería de pulpos en el mar. Todavía realiza visitas regulares al Mediterráneo, complaciendo su pasión por la moussaka, la retsina, el ouzo y la metaxa. Además, Necroscopio y sus secuelas ahora están apareciendo en la traducción griega.

## Obras
Las Crónicas Necrománticas (Necroscopio)
- El que habla con los muertos (Título original: Necroscope) (1986)
- ¡Vampiros! (Título original: Vamphyri!) (1988)
- El origen del mal (Título original: The Source) (1989)
- El lenguaje de los muertos (Título original: Deadspeak) (1990)
- Engendro de la muerte (Título original: Deadspawn) (1991)

- Vampire World I: Blood Brothers
- Vampire World II: The Last Aerie
- Vampire World III: Bloodwars

- Necroscope: The Lost Years Volume I
- Necroscope: Resurgence The Lost years Volume II

- E-Branch 1: Invaders (1998)
  - US Title: Necroscope: Invaders
- E-Branch 2 : Defilers (1999)
- E-Branch 3: Avengers (2000)
- Necroscope: The Touch (2006)
  - US only
- Necroscope:  Harry and the Pirates (2009)
- Necroscope: The Plague-Bearer(2010)

Serie de Titus Crow
- The Burrowers Beneath (1974)
- The Transition of Titus Crow (1975)
- The Clock of Dreams (1978)
- Spawn of the Winds (1978)
- In the Moons of Borea (1979)
- Elysia (1989)

Serie de Psychomech
- Psychomech
- Psychosphere
- Psychamok

Otras novelas
- Demogorgon
- Khai of ancient Khem

Mitos de Cthulhu
Relatos cortos:
- Singers of strange souls
- The disciples of Cthulhu
- Fruiting bodies and other fungi
- The compleat Crow
- Dagon's bell and other discords
- The second wish and other exhalations
- Return of the deep ones
- The house of Cthulhu
- The caller of the black
- The horror at Oakdeene and others
- Ghoul warning and other omens
- The last rite